# Cyperus mudugensis
Cyperus mudugensis är en halvgräsart som beskrevs av David Alan Simpson. Cyperus mudugensis ingår i släktet papyrusar, och familjen halvgräs. Inga underarter finns listade i Catalogue of Life.